# Псалтырь Карла Лысого

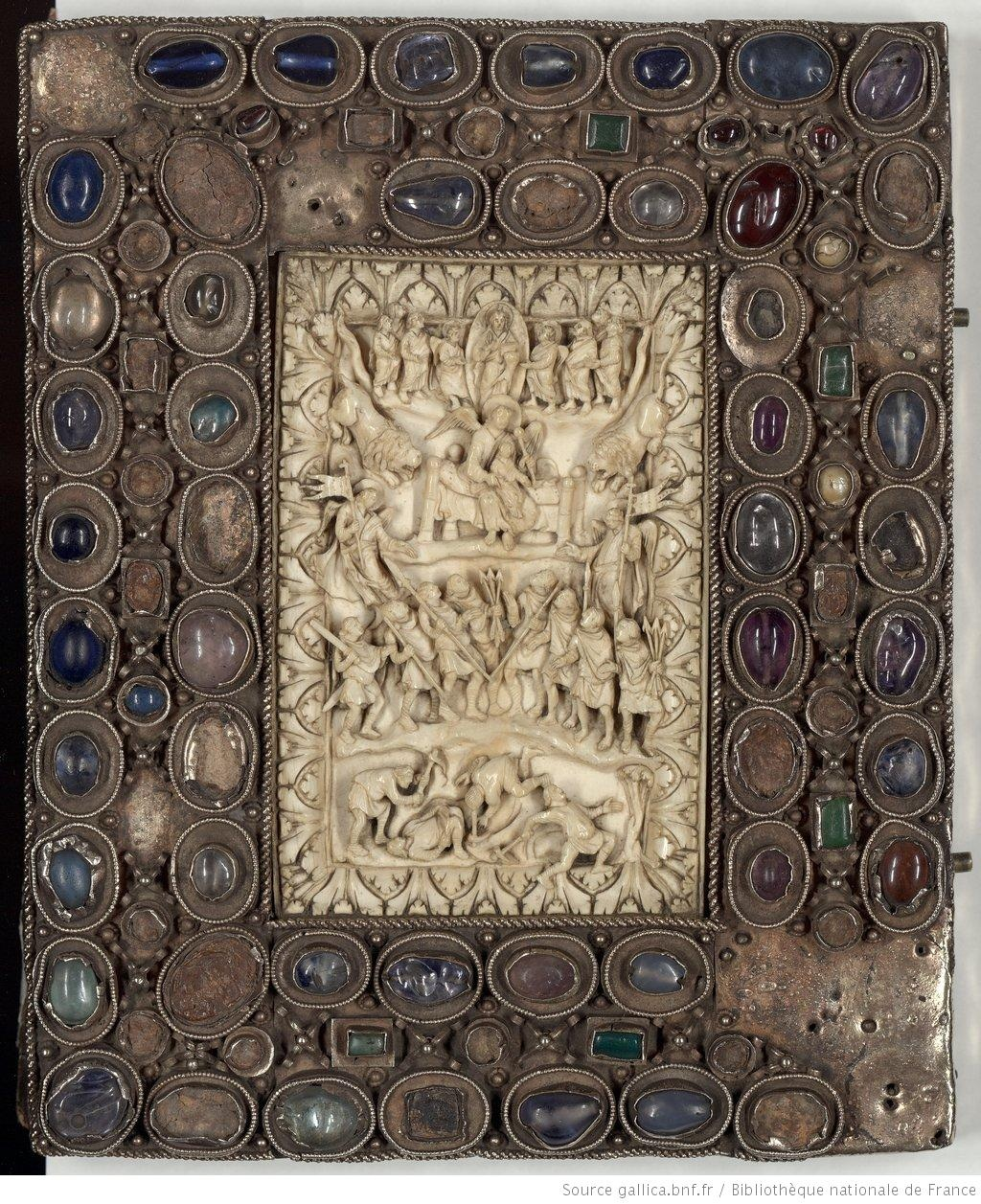
Передняя крышка переплёта

Псалтырь Карла Лысого (фр. Psautier de Charles le Chauve) — иллюминированная рукопись Псалтири, памятник книжного искусства Каролингского возрождения. Хранится в Национальной библиотеке Франции (каталожное обозначение MS lat. 1152). Редкий образец раннесредневекового манускрипта, у которого сохранился оригинальный переплёт — украшенный золотом, серебром и слоновой костью.
Рукопись включает 173 листа пергамента форматом 240×195 мм. Текст записан каролингским минускулом, но полностраничные инициалы выполнены унциальным письмом золотом по пурпуру (всего их 6). На листе 172 в гекзаметрическом посвящении указано имя писца — Лиутард. По ряду косвенных данных, рукопись датируется периодом 842—869 годов.
В рукописи представлено 3 полностраничные миниатюры: на листе 1 — Давид с арфой, на листе 3 — король Карл Лысый, на листе 4 — Св. Иероним — переводчик Псалмов на латинский язык. Все миниатюры снабжены стихотворными пояснениями золотом по пурпурному фону.
Оригинальный переплёт состоит из множества полудрагоценных камней в серебряной оправе, в центре — рельеф из слоновой кости. Рельеф на передней крышке изображает сцены из Псалма 56, сверху изображён Христос (аналогичный сюжет изображён на миниатюре из Утрехтской Псалтири). На задней крышке изображён пророк Нафан, обличающий Давида.
После смерти супруги Ирментруды в 869 году Карл Лысый передал рукопись в собор Меца. В 1674 году она была приобретена Кольбером, его наследники продали его книги в 1732 году Королевской библиотеке.